# العلاقات البحرينية اللوكسمبورغية
العلاقات البحرينية اللوكسمبورغية هي العلاقات الثنائية التي تجمع بين البحرين ولوكسمبورغ.

## مقارنة بين البلدين
هذه مقارنة عامة ومرجعية للدولتين:
| وجه المقارنة                                              | البحرين       | لوكسمبورغ                                                     |
| --------------------------------------------------------- | ------------- | ------------------------------------------------------------- |
| المساحة (كم2)                                             | 765           | 2.59 ألف                                                      |
| عدد السكان (نسمة)                                         | 1.49 مليون    | 599.45 ألف                                                    |
| الكثافة السكانية (ن./كم²)                                 | 194.77 ألف    | 231.45                                                        |
| العاصمة                                                   | المنامة       | لوكسمبورغ                                                     |
| اللغة الرسمية                                             | اللغة العربية | اللغة اللوكسمبورغية، لغة فرنسية، اللغة الألمانية              |
| العملة                                                    | دينار بحريني  | يورو، فرنك لوكسمبورغ                                          |
| الناتج المحلي الإجمالي (بليون دولار)                      | 35.31 مليار   | 62.40 مليار                                                   |
| الناتج المحلي الإجمالي (تعادل القوة الشرائية) بليون دولار | 64.16 مليار   | 58.13 مليار                                                   |
| الناتج المحلي الإجمالي الاسمي للفرد دولار أمريكي          | 22.60 ألف     | 101.45 ألف                                                    |
| الناتج المحلي الإجمالي للفرد دولار أمريكي                 | 45.50 ألف     | 101.93 ألف                                                    |
| مؤشر التنمية البشرية                                      | 0.824         | 0.892                                                         |
| رمز المكالمات الدولي                                      | +973          | +352                                                          |
| رمز الإنترنت                                              | .bh           | .lu                                                           |
| المنطقة الزمنية                                           | ت ع م+03:00   | توقيت وسط أوروبا، ت ع م+01:00، ت ع م+02:00، أوروبا/لوكسمبورج ‏ |

## منظمات دولية مشتركة
يشترك البلدان في عضوية مجموعة من المنظمات الدولية، منها:
| علم المنظمة | اسم المنظمة                               | تاريخ انضمام البحرين | تاريخ انضمام لوكسمبورغ |
| ----------- | ----------------------------------------- | -------------------- | ---------------------- |
|             | يونسكو                                    | 18 يناير 1972        | 27 أكتوبر 1947         |
|             | وكالة ضمان الاستثمار متعدد الأطراف        | 12 أبريل 1988        | 29 أغسطس 1991          |
|             | الأمم المتحدة                             | 21 سبتمبر 1971       | 24 أكتوبر 1945         |
|             | الفريق المعني برصد الأرض                  | ?                    | ?                      |
|             | الاتحاد البريدي العالمي                   | ?                    | ?                      |
|             | البنك الدولي للإنشاء والتعمير             | 15 سبتمبر 1972       | 27 ديسمبر 1945         |
|             | الاتحاد الدولي للاتصالات                  | 1975                 | 2 مارس 1866            |
|             | منظمة حظر الأسلحة الكيميائية              | ?                    | ?                      |
|             | مؤسسة التمويل الدولية                     | 22 سبتمبر 1995       | 4 أكتوبر 1956          |
|             | المركز الدولي لتسوية المنازعات الاستشارية | 15 مارس 1996         | 29 أغسطس 1970          |
|             | منظمة التجارة العالمية                    | ?                    | ?                      |
|             | منظمة الشرطة الجنائية الدولية             | ?                    | ?                      |

## وصلات خارجية
- موقع وزارة الخارجية البحرينية
- موقع وزارة الخارجية اللوكسمبورغية